# Скот Спийд
Скот Андрю Спийд (на английски: Scott Andrew Speed) е американски пилот от Формула 1, състезаващ се за Скудерия Торо Росо. Висок е 177 см. и тежи 69 кг.
Спийд е роден на 24 януари 1983 в Мантика, Калифорния, САЩ. Кариерата му започва с картинг когато е на 10 години. Той се състезава там от 1993 до 2000 година. През 2001 започва да се състезава в американската Формула Ръсел и става шампион. Впоследствие започва участие в американските Формула Додж и Мазда Сериите, но не успява да вземе титла. През 2003 кара в английската Формула 3, след като печели програмата за намиране на пилоти на Ред Бул.
2004 е успешна за Спийд и той печели Формула Рено 2000 и немската Формула Рено. Постиженията му са причина да започне да се състезава в GP2 сериите. Първоначално той е втори пилот, но впоследствие става титуляр и завършва сезона на 3 място.
На Гран При на Канада през 2005 Спийд е тест пилот на Ред Бул Рейсинг. Така той става първият американец, състезавал се във Формула 1 от Майкъл Андрети (през 1993) насам. В края на 2005 американецът участва в първите 3 състезания на новите A1GP серии.
След като купуват Минарди, Ред Бул Рейсинг обявяват създаването на Скудерия Торо Росо със Спийд и Витантонио Лиуци за сезон 2006.
През 2003, на Спийд е поставена диагноза за рядко чревно заболяване (Colitis ulcerosa), но симптомите на заболяването не са се проявявали вече повече от една година.
Пилотът живее в Австрия с приятелката си.